# هنري كلينتون فال
هنري كلينتون فال (بالإنجليزية: Henry Clinton Fall)‏ هو عالم حشرات أمريكي، ولد في 25 ديسمبر 1862 في فارمينغتون في الولايات المتحدة، وتوفي في 14 نوفمبر 1939.